# JIP (obchodní řetězec)
JIP je český velkoobchod a řetězec maloobchodních prodejen s potravinami provozovaný společností JIP východočeská. V březnu 2024 bylo součástí řetězce 16 velkoobchodních skladů, 14 prodejen cash and carry JIP Svět potravin, 25 maloobchodních prodejen JIP a 100 franšízových maloobchodních prodejen PLUS JIP. V roce 2022 vykázal JIP tržby ve výši 16,176 mld. Kč, a byl tak 9. největším řetězcem s potravinami v Česku.

## Historie
Firmu JIP založili v roce 1994 v Pardubicích bratři Jan a Ivo Plškovi. Kromě velkoobchodu v oblasti nápojů a potravin firma zpočátku podnikala také v maloobchodě a provozovala několik prodejen s potravinami ve východních Čechách. V roce 1998 se vlivem silné konkurence, dané vstupem zahraničních řetězců na český trh, rozhodla soustředit pouze na velkoobchod. Téhož roku JIP koupil velkoobchod s nápoji v Jilemnici a spolu s centrálou v Pardubicích tak provozoval dva velkoobchodní sklady, oba s vlastními prodejnami typu cash and carry. Další sklady později vznikly například v Bořanovicích, Liberci, Humpolci, Poličce a Mostě.
V letech 2005–2008 JIP podnikl několik akvizic, díky kterým rozšířil svou působnost na území celé České republiky, a zvýšil svoje tržby z 1,932 mld. Kč v roce 2005 na 6,497 mld. Kč v roce 2008. Firma se také vrátila na pole maloobchodu, když získala zhruba padesátku prodejen s potravinami na severozápadě Čech. V roce 2011 JIP koupil firmu SPAR Šumava, jednoho z českých franšízantů značky SPAR, do jehož sítě patřilo zhruba 150 nezávislých prodejen v jižních a západních Čechách. Franšízové prodejny byly v průběhu roku 2013 převedeny pod značku PLUS JIP.
Od roku 2018 se JIP soustředil na rozvíjení svých prodejen cash and carry, které po rekonstrukci získávaly atraktivnější interiér a více obsluhovaných úseků (například lahůdky, řeznictví nebo rybárnu). Prodejny také nabízely širší sortiment potravin ze světové kuchyně. Kolem roku 2019 JIP navázal spolupráci s německým řetězcem Edeka, od nějž odebírá část produktů jeho privátní značky. Koncem roku 2023 se potom do sortimentu prodejen JIP zařadily výrobky privátních značek francouzského řetězce Carrefour.

## Prodejny
Součástí řetězce JIP jsou čtyři druhy prodejen: velkoobchodní sklady JIP, prodejny cash and carry pod názvem JIP Svět potravin, vlastní maloobchodní prodejny JIP a franšízové maloobchodní prodejny PLUS JIP.
| Kraj            | Počet prodejen | Počet prodejen | Počet prodejen | Počet prodejen | Počet prodejen |
| Kraj            | VO             | SP             | MO             | PLUS           | Celkem         |
| --------------- | -------------- | -------------- | -------------- | -------------- | -------------- |
| Jihočeský       | 1              | 1              | 3              | 29             | 34             |
| Jihomoravský    | 2              | 1              | 1              | 1              | 5              |
| Karlovarský     | 1              | 1              | 8              | 8              | 18             |
| Královéhradecký | -              | 2              | 4              | 2              | 8              |
| Liberecký       | 1              | 1              | 1              | 2              | 5              |
| Moravskoslezský | 1              | 1              | -              | -              | 2              |
| Olomoucký       | 3              | 1              | -              | -              | 4              |
| Pardubický      | 1              | 1              | 1              | 5              | 8              |
| Plzeňský        | 2              | 1              | -              | 39             | 42             |
| Praha           | 1              | -              | 1              | 2              | 4              |
| Středočeský     | -              | 1              | 2              | 6              | 9              |
| Ústecký         | 1              | 1              | 4              | 4              | 10             |
| Vysočina        | 1              | 1              | -              | 2              | 3              |
| Zlínský         | 1              | 1              | -              | -              | 2              |
| Celkem          | 16             | 14             | 25             | 100            | 155            |

### Velkoobchod
Velkoobchod JIP je určen registrovaným zákazníkům z řad podnikatelů, především z oblasti pohostinství. Tito zákazníci si mohou přes internetový obchod objednávat zboží, které jim je následně doručeno z některého ze 16 velkoobchodních skladů. Registrovaní zákazníci také mohou nakupovat za zvýhodněné ceny v prodejnách cash and carry.

### JIP Svět potravin

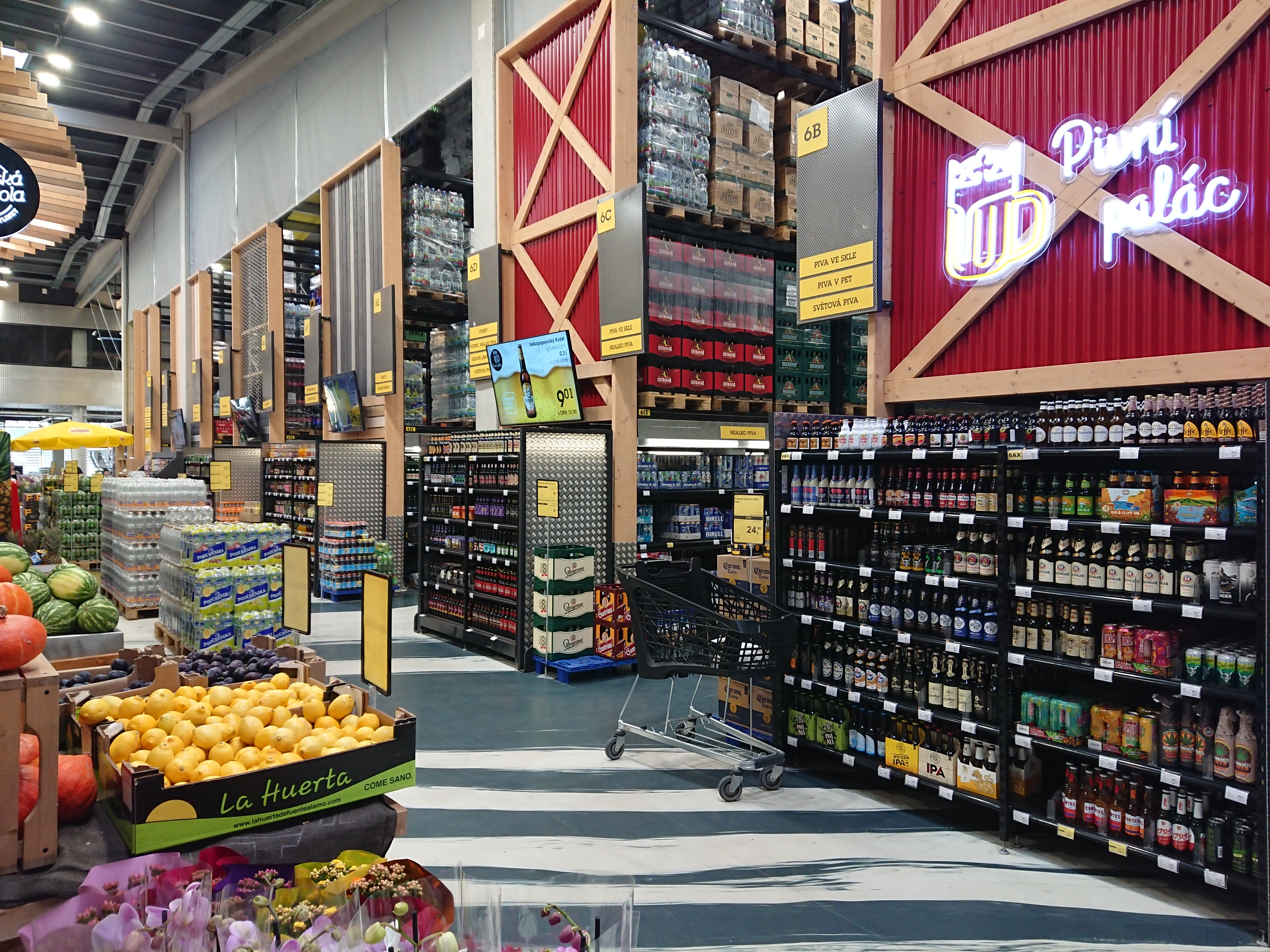
Interiér prodejny JIP Svět potravin v Ostravě

JIP Svět potravin jsou prodejny formátu cash and carry, které umožňují nákup registrovaným i neregistrovaným zákazníkům. Část sortimentu je v prodejnách prezentována v klasických regálech a na pultech, část je prodávána paletově. Součástí modernizovaných prodejen je také například pult s čerstvým suši, chladicí místnost na ovoce a zeleninu nebo pekárna. U prodejen Svět potravin v Bořanovicích, Brně a Ostravě funguje také vlastní restaurace. V březnu 2024 existovalo celkem 14 prodejen JIP Svět potravin.

### Maloobchodní prodejny JIP
Maloobchodní prodejny JIP jsou maloplošné prodejny určené pro koncové zákazníky, které nabízejí základní sortiment potravin a běžné drogerie. V březnu 2024 existovalo celkem 25 maloobchodních prodejen JIP. Všechny prodejny se nacházely v Čechách, přičemž nejvíce – osm – jich bylo v Karlovarském kraji. Počet maloobchodních prodejen JIP dlouhodobě ubývá, v roce 2010 jich fungovalo 53.

### PLUS JIP
PLUS JIP je franšízová síť maloobchodních prodejen s působností převážně v jižních a západních Čechách. Síť PLUS JIP vznikla transformací bývalé sítě SPAR Šumava po jejím odprodeji skupině JIP v roce 2011. V březnu 2024 uváděl řetězec na svých webových stránkách celkem 100 prodejen PLUS JIP. Největší počet, 39 prodejen, měl PLUS JIP v Plzeňském kraji následovaném Jihočeským krajem s 29 prodejnami. Naopak na celém území Moravy existovaly pouze dvě prodejny PLUS JIP, a to v Jihlavě a v Černé Hoře.

## Zajímavosti
- V letech 2010–2022 byl JIP generálním sponzorem basketbalového klubu BK KVIS Pardubice.[21]